# Olof Lovisinius
Olof Eriksson Lovisinius, död 1648, var en svensk assessor, borgmästare och häradshövding.

## Biografi
Olof Lovisinius var son till bonden Erik i Södermanland och blev i december 1622 student vid Uppsala universitet. Han blev 4 juni 1627 auskultant i Svea hovrätt och 1634 borgmästare i Södertälje stad. Lovisinius blev 9 april 1640 assessor i Svea hovrätt och var även häradshövding i Frösåkers härad. Lovisinius avled 1648 och begravdes 30 november samma år i Södertälje stad.

### Familj
Lovisinius var gift med Carin Månsdotter. De fick tillsammans sonen landshövdingen Erik Lovisin (död 1693) i Linköpings län.